# Nacho Vegas
Nacho Vegas   (Gijón, 9 de desembre de 1974) nom artístic d'Ignacio González Vegas, és un cantautor asturià que estilísticament oscil·la entre la música folk i el rock. Acostuma a cantar en solitari o amb el grup La Cuarta Trama Asturiana.

## Carrera musical
Nacho Vegas va començar estudis de filologia anglesa a la Universitat d'Oviedo, que va combinar amb estudis de lingúística, encara que no va arribar a acabar. Va formar part de la primera fornada de l'edat de la música indie espanyola, de la mà d'Eliminator Jr., una banda local d'influències noise on va començar a tocar el 1990. Vegas arribaria a la banda després de la seva formació, i gravaria amb ells el disc Chandal, publicat el 1994 per Elefant Records. També va ser membre fundador de Manta Ray, una formació que va aconseguir reputació internacional a nivell de crítica gràcies a un so personal i a la seva sòlida posada en escena.

### Carrera en solitari
A la final de la dècada del 1990, Vegas va abandonar el grup per desenvolupar una carrera en solitari que, de moment, ha donat lloc a quatre àlbums sota el seu segell i multitud de curts repartits en recopilatoris, discos de col·laboració, split-singles, mini-CD's i fins i tot bandes sonores com Verdá o consecuencia per a la televisió asturiana. El projecte Diariu, on va unir les seves partitures als versos del poeta Ramón Lluis Bande, i l'EP compartit amb Irene Tremblay (Aroah) Seis canciones desde el Norte, van precedir l'aparició del seu primer LP en solitari, Actos inexplicables (2001). El disc va aconseguir col·locar-se entre el més destacat de l'any per a la premsa especialitzada (per exemple: Millor disc nacional per a la revista Rockdelux), i va aconseguir distribució internacional a escala independent.
Després arribarien l'EP Miedo al zumbido de los mosquitos (2012) amb tres curts inèdits, inticipats als vint temes del doble CD Cajas de música difíciles de parar publicat el 2003, amb els quals va acabar per consolidar la figura de maleït que tant li incomoda i l'acompanya des dels seus inicis (de la qual ell mateix es vanava en el ja nomenat EP de 2002 amb la frase "4 noves dramàtiques cançons de Nacho Vegas") i de la qual sembla estar aconseguint desprendre's amb el pas del temps.
Aquest mateix any publicaria de nou un altre extens EP titulat Canciones desde palacio.
Els següents treballs sota el seu nom van ser: el 2005 el single El hombre que casi conoció a Michi Panero (amb tres temes inèdits) amb eleoclip de la seva carrera, el LP Desaparezca aquí (frase recurrent d'un dels seus escriptors preferits Bret Easton Ellis), i l'EP en vinil Esto no es una salida (al que acompanyaven el text d'un relat inèdit fins avui i el mateix àudio en format CD).

### 2006 - 2010:El tiempo de las cerezas, Verano fatal, El manifiesto desastre
El 2006 el doble CD El tiempo de las cerezas, disc que comparteix amb l'aragonès Enrique Bunbury i que el va dur a trepitjar per primera vegada terres asteques, i el 2007 el mini-CD Verano fatal, on col·labora amb la cantautora Christina Rosenvinge. En el disc s'inclouen cançons escrites per tots dos com l'homònima "Verano fatal", "Humo" i "Me he perdido", altres escrites per Rosenvinge com "No lloro por ti", "Ayer te vi" i "No pierdes lo que das" i una més escrita per Vegas "Que nos parta un rayo" parafrasejant en el títol un disc anterior de Rosenvinge Que me parta un rayo. A la publicació segueix una gira durant el 2007-08. Les al·lusions de tots dos en les seves cançons a la seva relació sentimental seran a partir d'aquí una constant en els seus discos posteriors.
Durant bona part de l'any 2008 Vegas es va submergir, amb Xel Pereda, a Lucas 15, un projecte de música folk asturiana passada pel filtre del rock. El grup està format per diversos músics asturians, entre els quals destaquen el mateix Nacho Vegas que canta nou dels onze temes de l'àlbum, i sobretot Xel Pereda, músic provinent del folk i principal artífex d'aquest projecte d'adaptació del cancioner popular asturià en clau de rock, i del que últimament Nacho Vegas no ha prescindit en cap dels seus projectes.
L'1 de desembre de 2008 Nacho Vegas va publicar "El manifiesto desastre", un long play amb onze temes (més una cançó extra) entre els mesos de juliol i agost d'aquest mateix any de la mà del productor musical Paco Loco. El 2009 va començar una nova gira presentant "El manifiesto desastre" que va començar a Valladolid el 23 de gener. A finals d'any es va editar l'àlbum en format doble LP.
El 5 d'octubre de 2009 va sortir a la venda el EP El género bobo (Limbo Starr), que contenia cinc cançons inèdites i que va comptar amb el disseny del pintor Luis Díez. A més, ha col·laborat puntualment amb diferents mitjans impresos, com Ladinamo, El Mundo, Les Noticies o GQ i va participar amb un relat en el llibre Canciones contadas (Editorial km. 1, 2001).

### 2010 - actualitat
L'octubre de 2010 va anunciar el cessament de la seva relació amb la discogràfica Limbostarr, per enrolar-se en el seu propi segell discogràfic: Marxophone. També va donar a conèixer el nom del seu proper LP: La zona bruta, editat al febrer de 2011 amb llicència copyleft.
La zona bruta compta amb deu temes dels quals es va desprendre el senzill "La gran broma final", que es va estrenar en una versió acústica el 16 de gener de 2010 a YouTube. Aquest disc es va convertir en un dels més reeixits i millor rebuts de la seva carrera per la campanya publicitària i la gira internacional que el va acompanyar, en la qual Nacho Vegas va recórrer Espanya i Mèxic. Més tard, Vegas va presentar aquest àlbum en acústic en la cadena de ràdio espanyola Radio 3.
El 26 d'octubre de 2011 va editar l'EP Cómo hacer crac, un disc de curta durada que tenia sobretot temes d'àmbit polític i molt personal com "Cómo hacer crac", "Dos bandos" o "La fiesta". A aquest EP el va seguir també una gira internacional en la qual va trepitjar novament el continent americà, incloent Mèxic i Argentina.
El 8 d'abril de 2014, Nacho Vegas va treure a la venda el seu nou album titulat "Resituación". Aquest últim LP, que va ser gravat a finals de 2013 sota el segell discogràfic Marxophone, compta amb onze temes on proposa noves vies de mobilització de la població davant l'actual situació de crisi. A més, compta amb la participació d'Abraham Boba i els nous músics que s'han unit al cantant en l'enregistrament d'aquest últim treball, Joseba Irazoki, Manu Molina i Luis Rodríguez. En aquest disc trobem temes com a "Actores poco memorables", "Un día usted morirá" "RunRun" o "Libertariana song", cançons amb una gran varietat melòdica.

## Estil i influències

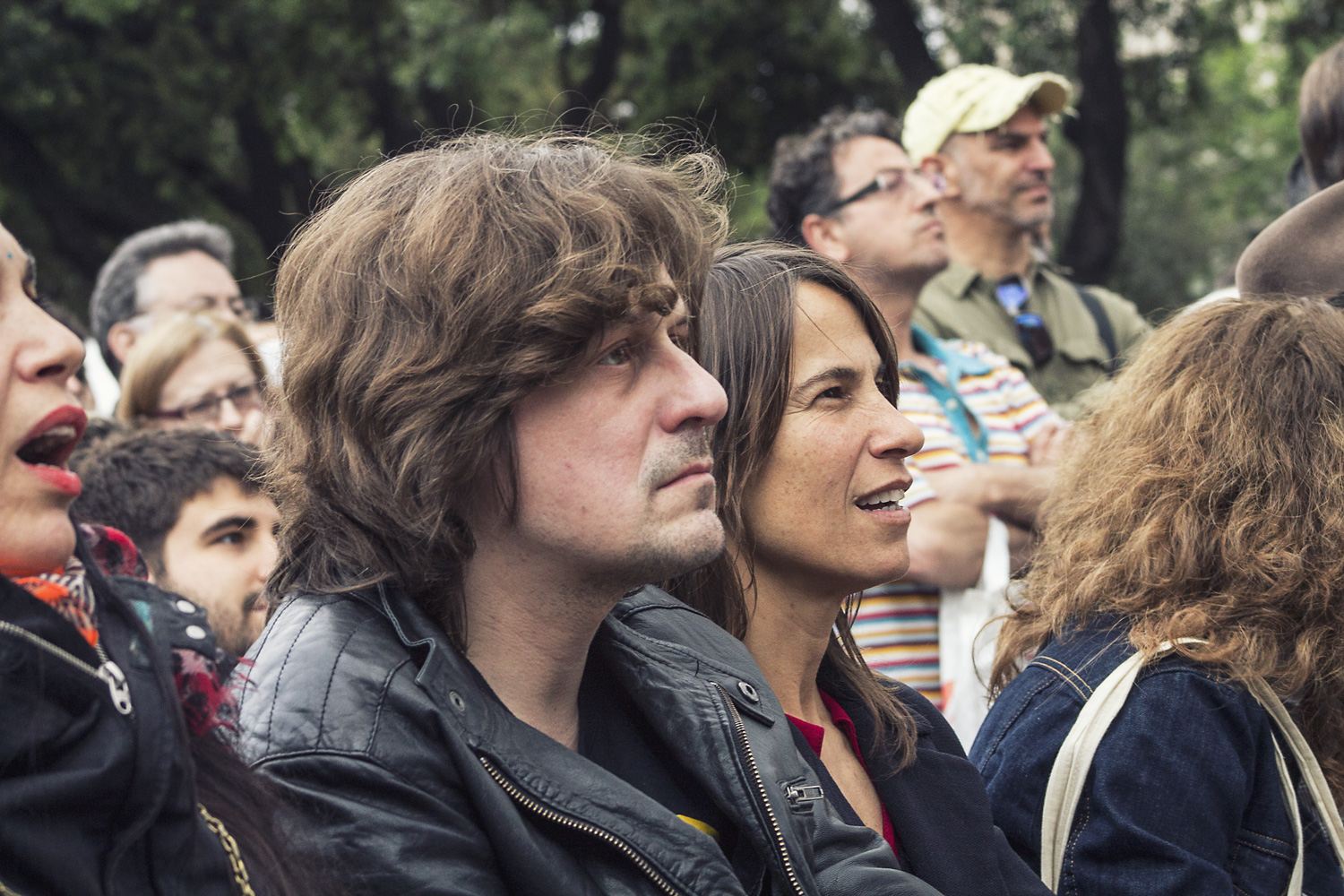
Nacho Vegas en un acte de campanya de Barcelona en Comú, el 2015

Com a cantautor, es reconeixen en Nacho Vegas les influències de Will Oldham, Nick Cave, Leonard Cohen, Nick Drake, Bob Dylan, Tom Waits i Townes Van Zandt, entre d'altres. Explora les maneres intimistes de cantautor en la seva música, intensa però fugissera; els seus textos tenen un fort caràcter autobiogràfic, autorreferencial, és d'alguna manera postmodernista en el sentit que recorre a referències de discursos o elements d'altres músics, cineastes, escriptors. Si bé en el major cos dels seus temes canta a llocs, situacions, persones i personatges existents o inspirats en gent concreta, llegendes urbanes transformades, etc.
A l'aspecte rocker incorpora matisos minimalistes, que poden aproximar-se tant a l'obra de Pascal Comelade com als arranjaments de Mastretta. La música de Vegas també recorda a figures de l'indie espanyol com Fernando Alfaro –Chucho– i fins i tot per moments, els més sorollistes, a Los Planetas. Però principalment el seu estil és identificable amb cantautors de folk modern i rock, dels quals ha reconegut extreure acords, tornades, trossos de lletres, etc, per compondre els seus temes.

## Discografia

### En solitari
- Actos inexplicables - (Limbo Starr 2001)
- Cajas de música difíciles de parar - (Limbo Starr 2003)
- Desaparezca aquí - (Limbo Starr 2005)
- El manifiesto desastre - (Limbo Starr 2008)
- La zona sucia - (Marxophone 2011)
- Resituación - (Marxophone 2014)

### Col·laboracions
- El tiempo de las cerezas (amb Enrique Bunbury) - (EMI 2006)
- Verano fatal (amb Christina Rosenvinge) - (Limbo Starr 2007)
- Seis canciones desde el norte amb Irene Tremblay (Aroah) - (Limbo Starr 2001)

### EP i senzills
- Diariu (musicalització de poemes de Ramón Lluis Bande) - (Astro 1997)
- Verdá o Consecuencia (música per a la pel·lícula homònima) - (Astro 1997)
- Diariu II (musicalització de poemes de Ramón Lluis Bande) - (Acuarela 1999)
- Miedo al zumbido de los mosquitos - (Limbo Starr 2002)
- Canciones desde palacio - (Limbo Starr 2003)
- El hombre que casi conoció a Michi Panero (Single) - (Limbo Starr 2005)
- Esto no es una salida (vinil) - (Limbo Starr 2005)
- El género bobo - (Limbo Starr 2009)
- Cómo hacer crac - (Marxophone 2011)
- Actores poco memorables - (Marxophone 2014)

### Recopilatoris
- Canciones inexplicables (2001-2005) (Mèxic) - (EMI 2007)
- Canciones inexplicables (2001-2007) Edición extendida (Espanya) - (Limbo Starr 2008)
- Los hermanos pequeños (2001-2009) - (Limbo Starr 2011)

### Com a Lucas 15
- Lucas 15 (amb Xel Pereda) - (Lloria Discos 2008)

### Amb Manta Ray
- Escuezme! (EP) - (Subterfuge 1994)
- Last Crumbs of Love (EP) - (Subterfuge 1995)
- Manta Ray - (Subterfuge 1995)
- Diminuto cielo (amb Corcobado) - (Astro 1997)
- La última historia de seducción (amb Diabologum) (Astro - Ovni 1997)
- Pequeñas puertas que se abren y pequeñas puertas que se cierran - (Astro 1998)
- 'Score, un concierto de Manta Ray (àlbum gravat en directe, Teatro Jovellanos de Gijón, novembre 1998)- (Astro-Sinedín 1999)

### Amb Eliminator Jr
- Eliminator Jr (EP) - (Subterfuge 1993)
- Chándal (LP/CD) - (Elefant 1994)
- Goma 7" (Elefant 1996)

### DVD
- Bunbury & Vegas • Liceu BCN 30 de noviembre de 2006 (EMI 2007)
- El fulgor. Una película de Ramón Lluís Bande. (Rockdelux, 2012)

## Llibres
- Relat El abrigo de Isabel en Canciones contadas. Km1 (2001)
- Política de hechos consumados. Il·lustracions: Pablo Gallo, Palmart (2004)
- Política de hechos consumados Reedició corregida i ampliada breument. Limbo Starr (2006)
- Pròleg de Guía de Dennis Cooper. Acuarela Libros (2006)
- Pròleg d'Indies, hipsters y gafapastas. Crónica de una dominación cultural de Víctor Lenore. Capitán Swing (2014)